# アーニー・パーカー
アーニー・パーカー（Ernie Parker, 1883年11月5日 - 1918年5月2日）は、オーストラリア・パース出身の男子テニス選手。本名はアーネスト・フレデリック・パーカー（Ernest Frederick Parker）といい、アーニーは愛称である。1913年の全豪選手権（現在の全豪オープンテニス）男子シングルス優勝者で、男子ダブルスでは1909年・1913年に2勝を挙げたが、第1次世界大戦で戦死した。彼は比較的小柄な体格であったが、テニスのみならず、クリケットやゴルフでも優れた技量を備えていた。

## 来歴
現在は「全豪オープン」として知られるテニス競技大会は、1905年に男子シングルス・男子ダブルスの2部門のみで始まった。最初期の大会名称は「オーストラレーシアン選手権」（Australasian Championships）と呼ばれ、開催都市も毎年回り持ちで異なっていた。パーカーは1909年と1913年の2度、故郷のパースで開催された「オーストラレーシアン選手権」に参加し、2度とも男子シングルス・男子ダブルスの決勝戦に進出した。1909年の大会では、パーカーは男子シングルス決勝でニュージーランドのアンソニー・ワイルディングに 1-6, 5-7, 2-6 で敗れたが、J・P・キーンと組んだ男子ダブルスで優勝し、ワイルディングとトム・クルックスの組を 1-6, 6-1, 6-1, 9-7 で倒した。
1913年のパース開催大会で単複2冠を獲得した。男子シングルス決勝の対戦相手は、当時40歳を迎えていたニュージーランド人選手のハリー・パーカーであった。“2人のパーカー”による決勝対決は、パース出身のアーネストが 2-6, 6-1, 6-3, 6-2 で勝ち、2度目の挑戦で初優勝を決めた。E・パーカーは2度目の男子ダブルスでアルフ・ヘデマンとペアを組み、決勝でH・パーカーとロイ・テーラーの組を 8-6, 4-6, 6-4, 6-4 で破った。1913年オーストラレーシアン選手権の“パーカー対決”は、単複ともアーネストの勝利で終わった。
第1次世界大戦が始まり、アーネスト・パーカーもオーストラリア陸軍に出願したが、弱視のため2度入隊を拒否されたという。3度目の志願で陸軍入隊を認められ、砲兵として働いたが、終戦の半年前にあたる1918年5月2日にフランスで敵軍の弾に倒れ、34歳で戦死した。

## 全豪選手権の成績
- 男子シングルス：1勝（1913年）　［準優勝1度：1909年］
- 男子ダブルス：2勝（1909年・1913年）